# 미주라두더지
미주라두더지(Euroscaptor mizura)는 두더지과에 속하는 포유류의 일종이다. 일본의 토착종이다. 자연 서식지는 온대 숲과 온대 초원 지대이다.